# Hiroomi Tosaka
Pour les articles homonymes, voir Tosaka.
Hiroomi Tosaka (登坂 広臣, Tosaka Hiro'omi), né le 12 mars 1987 à Hamura, dans la préfecture de Tokyo, est un acteur et chanteur japonais. Il fait partie du groupe de J-Pop Sandaime J Soul Brothers (en), qu'il a rejoint en même temps que Ryuji Imaichi (en) après avoir gagné le concours Vocal Battle Audition 2. Avec Sandaime, il remporte les Japan Record Awards deux fois.

## Biographie
Hiroomi Tosaka commence sa carrière d'acteur en 2014 dans le film Hot Road, pour lequel il reçoit un prix aux 38e prix de l'Académie japonaise. Il est l'acteur principal du film de 2019 Yuki no hana (en), basé sur la chanson de Mika Nakashima.
Il lance son premier single solo en 2017, même s'il est encore membre de Sandaime. Il lance ses propres chansons sous propre nom stylisé en majuscules, HIROOMI TOSAKA. Sa chanson Blue Sapphire, sortie en avril 2019 dans son single Supermoon, est la chanson thème du 23e film de Détective Conan. 
En février 2021, il commence une carrière musicale avec son propre label CDL entertainment et change son nom d'artiste pour ØMI. Il lance son single digital ANSWER ... SHINE le 15 octobre 2021, dans lequel la chanson You est produite par Suga de BTS. La chanson est première des classements d'iTunes dans 42 pays et prend la 3e position du classement World Digital Song Sales (en).

## Filmographie
- 2014 : Hot Road (ホットロード, Hotto rōdo?) de Takahiro Miki : Hiroshi Haruyama